# Czerwonki (Mrągowo)
Pour les articles homonymes, voir Czerwonki.
Czerwonki est un village de Pologne, située dans le gmina de Mrągowo, dans le powiat de Mrągowo, dans la voïvodie de Varmie-Mazurie.
Le village est situé à environ 6 kilomètres à l'est de Mrągowo (la capitale du gmina et du powiat) et à 59 kilomètres à l'est de Olsztyn (la capitale régionale).
En 2021, le village compte 80 habitants.